# Trialeurodes bambusae
Trialeurodes bambusae là một loài côn trùng cánh nửa trong họ Aleyrodidae, phân họ Aleyrodinae.
Trialeurodes bambusae được Takahashi miêu tả khoa học đầu tiên năm 1943.